# Christy Fichtner
Christy Fichtner Alhadef (Greenwich, 28 ottobre 1962) è una modella statunitense, eletta nel 1986 Miss USA.

## Carriera
Dopo aver vinto il titolo di Miss Texas, Christy Fichtner è stata incoronata trentaseiesima Miss USA nel 1986. È stata la seconda di una serie di cinque vittorie consecutive del concorso da parte delle rappresentanti del Texas. In seguito è arrivata alla seconda posizione del concorso Miss Universo 1986.
In seguito, Christy Fichtner ha sposato il dentista di Dallas Gary E. Alhadef nell'ottobre 1988, con il quale ha avuto tre figli. In seguito tuttavia la coppia ha divorziato. Nel 2003 ha partecipato al reality show Who Wants to Marry My Dad?, dove è arrivata seconda.